# Ojo de Agua, Huaniqueo
Ojo de Agua är en ort i Mexiko.   Den ligger i kommunen Huaniqueo och delstaten Michoacán de Ocampo, i den centrala delen av landet, 260 km väster om huvudstaden Mexico City. Ojo de Agua ligger 2 018 meter över havet och antalet invånare är 101.
Terrängen runt Ojo de Agua är kuperad åt nordost, men åt sydväst är den platt. Runt Ojo de Agua är det ganska tätbefolkat, med 58 invånare per kvadratkilometer. Närmaste större samhälle är Puruándiro, 18,9 km norr om Ojo de Agua. I omgivningarna runt Ojo de Agua växer huvudsakligen savannskog.